# BEAM (robotique)
Pour les articles homonymes, voir Beam.
BEAM (acronyme qui signifie « Biology, Electronics, Aesthetics, and Mechanics ») est un concept robotique, créé par le roboticien Mark Tilden, qui cherche à construire des robots avec le minimum de composants électroniques. 
Un robot peut être considéré comme BEAM, lorsqu'il est de type « bottom-up », avec une conception la plus simplifiée possible, recyclant des composants. Ce sont des robots peu intelligents, au sens où ils n'ont pas de microcontrôleurs ou de programmes embarqués leur dictant un comportement complexe ; à la place, ils fonctionnent plutôt par réflexes.
Ce type de robot est accessible aux amateurs, tant sur le plan technique que sur le plan financier, et se veut une façon de débuter et d'apprendre la robotique.
Le recyclage des pièces utilisées est un des points importants ; par exemple, en utilisant des matériaux (tubes de PVC, métal, plexiglas) et des composants électroniques (condensateurs, transistors, résistances) de récupération. De même, l'utilisation des énergies renouvelables telles que panneaux solaires photovoltaïques est préférée. 
Cela aboutit à des robots simples, peu coûteux. Donc à la portée de toutes les personnes ayant un minimum de connaissances en électronique. La plupart des tâches confiées à ces BEAM sont sans utilité, mais parfois complexes. Ils peuvent se diriger vers le point le plus lumineux de la pièce, ou marcher de leurs quatre pattes pendant plusieurs heures rien que par l'énergie solaire.